# Kyllinia marchadi
Kyllinia marchadi é uma espécie de gastrópode do gênero Kyllinia, pertencente a família Mangeliidae.